# Мийзакюла (Ганіла)
Ми́йзакюла (ест. Mõisaküla) — село в Естонії, у волості Ляенеранна повіту Пярнумаа.

## Населення
Чисельність населення на 31 грудня 2011 року становила 23 особи.

## Історія
Упродовж 1991—2017 років село входило до складу волості Ганіла повіту Ляенемаа. Після затвердження результатів проведених 15 жовтня 2017 року виборів в органи місцевого самоврядування територія волості Ганіла стала складовою частиною новоствореної волості Ляенеранна в повіті Пярнумаа.